# Joseph Hellebaut
Joseph Marie Jacques Théodore Jean-Népomucène Hellebaut (Berchem (Antwerpen), 21 februari 1842 - Hendrik-Kapelle, 17 maart 1924) was een Belgisch militair en minister.

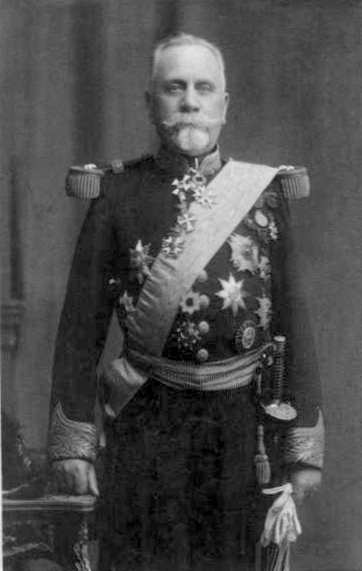
Joseph Hellebaut

## Afkomst
Joseph Hellebaut werd op 21 februari 1842 geboren in Berchem nabij Antwerpen. Hij was de zoon van Jean-Baptiste Hellebaut, luitenant-kolonel in het Belgisch leger, en kleinzoon van een andere Jean-Baptiste Hellebaut, ooit rector van de Universiteit van Gent. Ook de rest van zijn familie bekleedde hoge functies zoals ministerschappen, professoren enz.

## Carrière in het Belgisch leger
Toen hij zestien jaar was werd hij naar de militaire school gestuurd en twee jaar later werd hij onderluitenant. In 1862 werd hij bij de artillerie aangesteld. De promoties volgden daarna in snel tempo: kapitein in 1870, adjunct-majoor in 1871 en majoor in 1882. Daarna zat hij voor het eerste in het Ministerie van Oorlog als onder-directeur- en later als directeur van de Artillerie. Daarna waren er nog promoties in 1890 naar luitenant-kolonel, in 1893 naar kolonel en in 1898 naar majoor-generaal. In 1906 volgde hij tot slot luitenant-generaal baron Donny op als inspecteur-generaal van de Artillerie.

## Politieke carrière
Joseph Hellebaut werd in 1907 65 jaar, maar in plaats van op pensioen te gaan, verkoos hij in te gaan op een voorstel van regeringsleider Jules de Trooz om in diens nieuwe regering minister van Oorlog te worden. Toen De Trooz eind 1907 overleed en Frans Schollaert hem opvolgde, bleef Hellebaut aan als minister van Oorlog.

## De wet op de persoonlijke dienstplicht
De militiewet van 1902 die gebaseerd was op het vrijwilligerschap werkte niet en een aanpassing drong zich op. Ondanks groot verzet binnen de katholieke partij, vooral van Charles Woeste, probeerde Hellebaut deze aanpassing erdoor te krijgen. Eerst liet hij door het parlement een onderzoekscommissie oprichten, de Commissie Snoy, die onderzocht waarom de wet van 1902 niet functioneerde. Daarna werkte hij een wetsontwerp uit, dat eerst nog werd gedwarsboomd door de ministerraad. Toen Hellebaut na dit verzet zijn ontslag bij koning Leopold II ging aanbieden, ging de koning Hellebaut steunen en riep Frans Schollaert bij zich. Na dit gesprek schaarde de regering zich achter Hellebaut om een nieuwe militiewet uit te werken.
Het idee van Hellebaut was oorspronkelijk om de algemene dienstplicht in te voeren, maar dit ging te ver voor het parlement, en uiteindelijk werd het een persoonlijke dienstplicht waarbij één zoon per gezin dienst moest nemen. De loting en de plaatsvervanging werden afgeschaft. Schollaert verklaarde ondertussen de kwestie in het parlement open, waardoor er een gelegenheidscoalitie werd gevormd met liberalen, socialisten en progressieve katholieken om de wet gestemd te krijgen.
De stemming van de militiewet van 1909 was het grootste succes van Joseph Hellebaut in de politiek. Zonder hem zou de wet er waarschijnlijk niet of slechts later zijn gekomen en daardoor zou ook de wet op de algemene dienstplicht in 1913 er slechts later zijn gekomen.

## Einde van de politieke carrière en levenseinde
Na een conflict met regeringsleider Charles de Broqueville waarin beiden hun bevoegdheden hadden overschreden, moest Hellebaut aftreden op 25 februari 1912. Door een aantal artikels in de krant Le Soir waarin grote mankementen in de bewapening, logistiek en opleiding in het Belgisch leger werden vastgesteld en waarbij Hellebaut heel wat krediet had verloren, verliep dit ontslag zonder problemen.
Na zijn ontslag ging hij samen met zijn dochter wonen in een villa in Luik. Aan het einde van zijn leven trokken ze naar Hendrik-Kapelle, waar Hellebaut bij de Orde der Franciscanen op 17 maart 1924 overleed. Het jaar daarop werd Joseph Hellebauts zoon Albert Hellebaut voor korte tijd ook minister van Oorlog.

## Huldebetoon
België: Grootlint van de Leopoldsorde (1912)
- Albert HELLEBAUT, Mémoires du lieutenant général Joseph Hellebaut, ancien ministre de la guerre, précédé d'une biographie, Brussel, 1933
- C. M., Une belle lignée militaire: les Hellebaut, in: La Belgique militaire, 1931.